# Land of the Free?
Pour les articles homonymes, voir Land of the Free.
Albums de Pennywise
Live @ The Key Club From the Ashes
Land of the Free? est le septième album studio du groupe de skate punk américain Pennywise.
Si Full Circle (1997) et Straight Ahead (1999) étaient relativement sombres et personnels, presque intimistes (en raison du suicide de Jason Thirsk en 1996), Land of the Free? remet le couvert au niveau de la dénonciation des injustices sociales, s'attaquant plus particulièrement à la violence et à la brutalité policière, un sujet que Fletcher Dragge, qui a écrit presque toutes les paroles de l'album, semble avoir bien connu.
Sorti en 2001, ce disque a été enregistré, produit (et coproduit par Pennywise), et mixé par Joe Barresi, qui s'est notamment occupé d'albums de Tool et de Queens of the Stone Age.

## Composition du groupe
- Jim Lindberg : chant
- Fletcher Dragge : guitare
- Randy Bradbury : basse
- Byron McMackin : batterie

## Liste des chansons de l'album
1. Time Marches On - 2:57
2. Land of the Free? - 2:31
3. The World - 2:27
4. Fuck Authority - 3:16
5. Something Wrong With Me - 2:39
6. Enemy - 2:34
7. My God - 2:48
8. Twist of Fate - 2:33
9. Who's On Your Side? - 2:50
10. It's Up to You - 2:56
11. Set Me Free - 2:31
12. Divine Intervention - 3:30
13. WTO - 2:58
14. Anyone Listening - 3:00